# Lamotte-Buleux
Lamotte-Buleux är en kommun i departementet Somme i regionen Hauts-de-France i norra Frankrike. Kommunen ligger i kantonen Nouvion som tillhör arrondissementet Abbeville. År 2022 hade Lamotte-Buleux 330 invånare.

## Befolkningsutveckling
Antalet invånare i kommunen Lamotte-Buleux
| Referens: INSEE |